# Terezie Táborská
Terezie Táborská (* 11. února 2006 Praha) je česká atletka a sprinterka. Je držitelkou českého národního rekordu v běhu na 200 metrů v kategorii do 20 let.

## Kariéra
Pochází z Prahy 10, ale trénuje v Nehvizdech, kde ji trénuje Tomáš Vojtek v klubu TJ Sokol Nehvizdy. V roce 2023 vyhrála české juniorské mistrovství v běhu na 100 a 200 metrů. Na mistrovství Evropy v atletice do 20 let v Jeruzalémě v roce 2023 se umístila na šestém místě v běhu na 200 metrů a získala bronzové medaile ve štafetách 4 x 100 metrů a 4 x 400 metrů. Získala také titul v běhu na 200 metrů v Mariboru ve Slovinsku na Evropském letním olympijském festivalu mládeže v roce 2023 s časem 23,61 sekundy.
V březnu 2024 se zúčastnila jako členka českého týmu halového mistrovství světa v atletice v Glasgow ve Skotsku. Byla semifinalistkou mistrovství světa v atletice do 20 let v Limě v Peru v roce 2024.
Terezie Táborská zaběhla v květnu 2025 v Praze 300 metrů za 37,83 sekundy, čímž vylepšila národní rekord Barbory Malíkové z roku 2018. V červnu 2025 zaběhla osobní rekord 23,07 sekundy na 200 metrů, čímž získala český národní titul v kategorii do 20 let a vytvořila český národní rekord v této kategorii. Byl to také nejrychlejší čas na 200 m, jaký za posledních patnáct let zaběhla česká sprinterka jakéhokoli věku od Denisy Helceletové v roce 2010, a řadí ji na šesté místo v historickém žebříčku České republiky.
S časem 23,80 sekundy se kvalifikovala do semifinále běhu na 200 metrů na Mistrovství Evropy v atletice do 20 let 2025 v Tampere, poté postoupila do finále s časem 23,52 v semifinále (-0,4). Ve finále získala bronzovou medaili.